# Соколиный Камень (Верхнесалдинский район)
Соколиный Камень (Сокольские Утёсы) — скала-писаница в Верхнесалдинском районе Свердловской области, геоморфологический природный памятник.

## Географическое положение
Скала Соколиный Камень (Сокольские Утёсы) расположена на левом берегу реки Тагил. Мощный гранитный бастион напротив урочища Комельского.

## Описание
С 1983 года является геоморфологическим, ботаническим и археологическим природным памятником. Имеется комплекс скальной флоры. Скала-писаница, на скале сохранились рисунки, относимые к бронзовому веку (изображение косули, лося, собаки, утки).